# Angélica la Bella

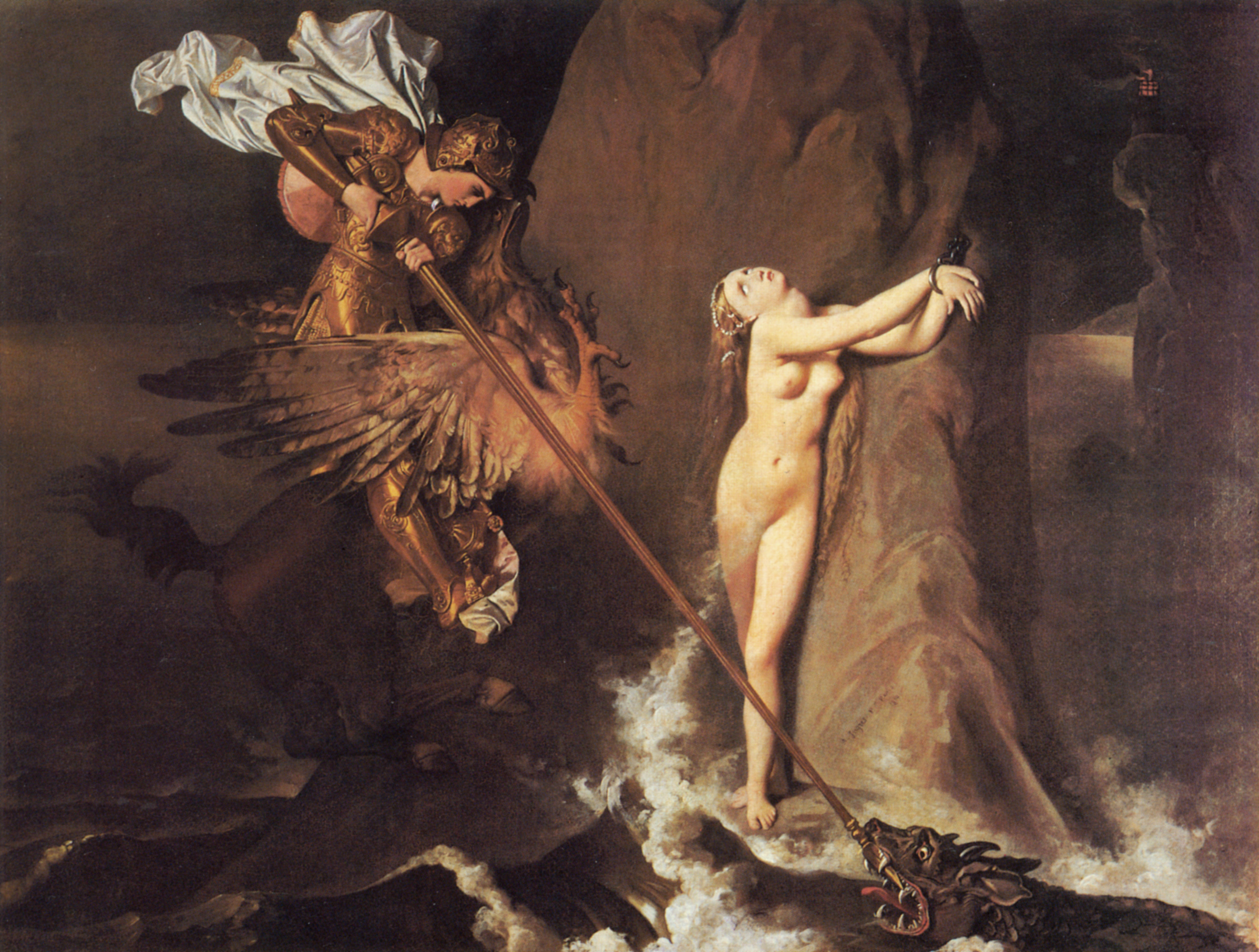
Ruggiero rescatando a Angélica por Jean Auguste Dominique Ingres

Angélica la bella es un personaje de ficción que aparece en varias epopeyas italianas como Orlando innamorato de Matteo Maria Boiardo y en la continuación de la saga, Orlando furioso de Ludovico Ariosto, y en libros de caballerías españoles, entre ellos el Espejo de caballerías. 
Era una princesa, hermana del príncipe Argalia e hija del emperador del Catay, cuyo trono heredó. Se casó con Medoro. También es la protagonista de los poemas Las lágrimas de Angélica de Luis Barahona de Soto y La hermosura de Angélica de Lope de Vega.